# Michele Pearson
Michele Pearson (Australia, 22 de abril de 1962) es una nadadora australiana retirada especializada en pruebas de cuatro estilos, donde consiguió ser medallista de bronce olímpica en 1984 en los 200 metros.

## Carrera deportiva
En los Juegos Olímpicos de Los Ángeles 1984 ganó la medalla de bronce en los 200 metros estilos, con un tiempo de 2:15.92 segundos, tras las estadounidenses Tracy Caulkins (oro con 2:12.64 segundos que fue récord olímpico) y Nancy Hogshead.
Y en el Campeonato Pan-Pacífico de Natación de Tokio 1985 ganó el oro en los 200 metros estilos.